# Skåne-Tranås
Skåne-Tranås är en ort i Tomelilla kommun och kyrkby i Tranås socken i Skåne. Från 2015 räknas orten återigen som tätort.
I Skåne-Tranås finns Tranås kyrka.

## Historia
Tranås har varit bebott sedan 700-talet . Väster om byn finns spår av en vallgrav härrörande från borgen Esbiruth som 1201 genom testamente skänktes till Lunds domkapitel av ärkebiskop Absalon. Efter vanskötsel hade borgen nästan helt förfallit på 1450-talet.
Ortens ursprungliga namn, Tranaes, syftar på ett näs (fuktig mark) där tranor häckar. Det nuvarande namnet tillkom som postort år 1894 för att undvika förväxling med Tranås i Småland. Efter att ha fått postadress Tomelilla på 1970-talet återinfördes 2012 ånyo Skåne-Tranås som postadress.
I synnerhet efter den svenska erövringen 1658 blev orten en viktig knutpunkt och mötesplats. Då inordnades orten under den svenska gästgiveristadgan. Kungsvägen Stockholm-Ystad gick då genom Degeberga, Brösarp, Tranås, Benestad och Stora Herrestad till Ystad och vidare med postbåt till Stralsund och kontinenten. I väst-östlig riktning gick vägen från Sjöbo till Tranås och vidare till Stiby, Simrishamn och Bornholm. Tranås första gästgivaregård, belägen där nuvarande andelsfrysar finns och nedåt nuvarande villor mot Berlins krog, inrättades 1684 och brann ner 1766, vilket en förfader till Jesper Aspegren mindes och nedtecknade på 1800-talet. Nästa gästgivaregård, belägen söder om nuvarande servicehuset Norrevång, byggdes 1766-1767. Förpliktelsen att hålla skjuts tillhanda för resande upphörde 1914 och gästgivaregården brann ner 1953
På 1800-talet planerades att järnvägen skulle gå genom orten men efter protester drogs den istället genom Tomelilla, som därmed växte till en större ort. 
1912 bildades Tranås Ungdomsförening. Föreningen anordnade 1919 luciafest, då kantor Elsa Ekelund lär ha varit första kända Lucia på Österlen. Åren 1944-1965 arrangerade föreningen blomsterfester som lockade upp till 20 000 personer till byn varje år. Traditionen återupptogs 1982 och sedan arrangerades blomsterfest vart femte år t o m 2017.
Tranåslund, norr om byn, var en de äldsta dans- och festplatserna i bygden men 1898 ville Håkan Håkansson på Helenetorp, söder om byn, konkurrera och anlade en dansplats i Roms mosse. Båda platserna lades ner under 1900-talets första år. Efter att snickarmästaren Axel Andersson 1918 arrenderat Tranåslund och lagt om dansgolvet återupptogs verksamheten. 1919 arrenderade Oskar Mårtensson skogsdungen intill Helenetorps gård och en park anlades intill skogsdungen. 1920 byggde Tranåslund en musiktribun och Otto Andersson på Klockaregården övertog arrendet. Efter att konkurrensen från Helenetorp blivit för stor var Tranåslund nedlagt 1923-1925. 1925 tog Karl Nilsson över verksamheten och gjorde Tranåslund till ett riktigt tivoli med serveringslokal, skjutbana, fotbollsplan och andra aktiviteter. 1928 byggdes dansbanan ut och försågs med tak. Teater och revyföreställningar framfördes i Tranåslund och även kända personer som Edvard Persson uppträdde. 1934 var Ester Ek och Edvard Muranius ägare till Tranåslund, men banan hade då flyttats till Ullstorp och fått namnet Talliden. En ny dansbana byggdes längre in i skogen med mjölnare Gunnar Nilsson som siste innehavare. Såväl Tranåslund som Helenetorp lade ned nöjesverksamheterna 1942.
1990 öppnade tidigare musikern och skribenten Lennart Brummer tillsammans med hustrun Sus en franskinspirerad landsortskrog i byn. Brummers krog stängde 2009. Lokaler och verksamhet övertogs av Daniel Berlin, som ytterligare utvecklade verksamheten som Daniel Berlin krog, och omnämnts i restaurangguiden White Guide samt fick en stjärna i Michelinguiden 2016 och två stjärnor 2018. Krogen stängde den 30 september 2020 .
I byns tidigare skola, byggd 1893, öppnades 2004 en chokladfabrik kallad Österlenchoklad, inriktat på praliner med naturliga råvaror. Verksamheten utökades 2013 med Svenska Kakaobolaget, som tillverkar choklad med enbart de två ingredienserna kakao och socker. 

### Befolkningsutveckling
| Befolkningsutvecklingen i Skåne-Tranås 1950–2020                                                                | Befolkningsutvecklingen i Skåne-Tranås 1950–2020 | Befolkningsutvecklingen i Skåne-Tranås 1950–2020 | Befolkningsutvecklingen i Skåne-Tranås 1950–2020 | Befolkningsutvecklingen i Skåne-Tranås 1950–2020 |
| --- | ------------------------------------------------ | ------------------------------------------------ | ------------------------------------------------ | ------------------------------------------------ |
| |                                                  |                                                  |                                                  |                                                  |
| År |                                                  |                                                  | Folkmängd                                        | Areal (ha)                                       |
| 1950 | 1950                                             |                                                  | 282                                              |                                                  |
| 1960 | 1960                                             |                                                  | 226                                              |                                                  |
| 1965 | 1965                                             |                                                  | 225                                              |                                                  |
| 1970 | 1970                                             |                                                  | 212                                              |                                                  |
| 1980 | 1980                                             |                                                  | 217                                              |                                                  |
| 1990 | 1990                                             |                                                  | 217                                              | #                                                |
| 1995 | 1995                                             |                                                  | 208                                              | #                                                |
| 2000 | 2000                                             |                                                  | 187                                              | 29#                                              |
| 2005 | 2005                                             |                                                  | 184                                              | 29#                                              |
| 2010 | 2010                                             |                                                  | 195                                              | 29#                                              |
| 2015 | 2015                                             |                                                  | 226                                              | 67                                               |
| 2020 | 2020                                             |                                                  | 248                                              | 73                                               |
| Anm.: Namnändring 1970 från Tranås till Skåne-Tranås. Upphörde som tätort 1980. Åter tätort 2015. # Som småort. |                                                  |                                                  |                                                  |                                                  |

## Bildgalleri

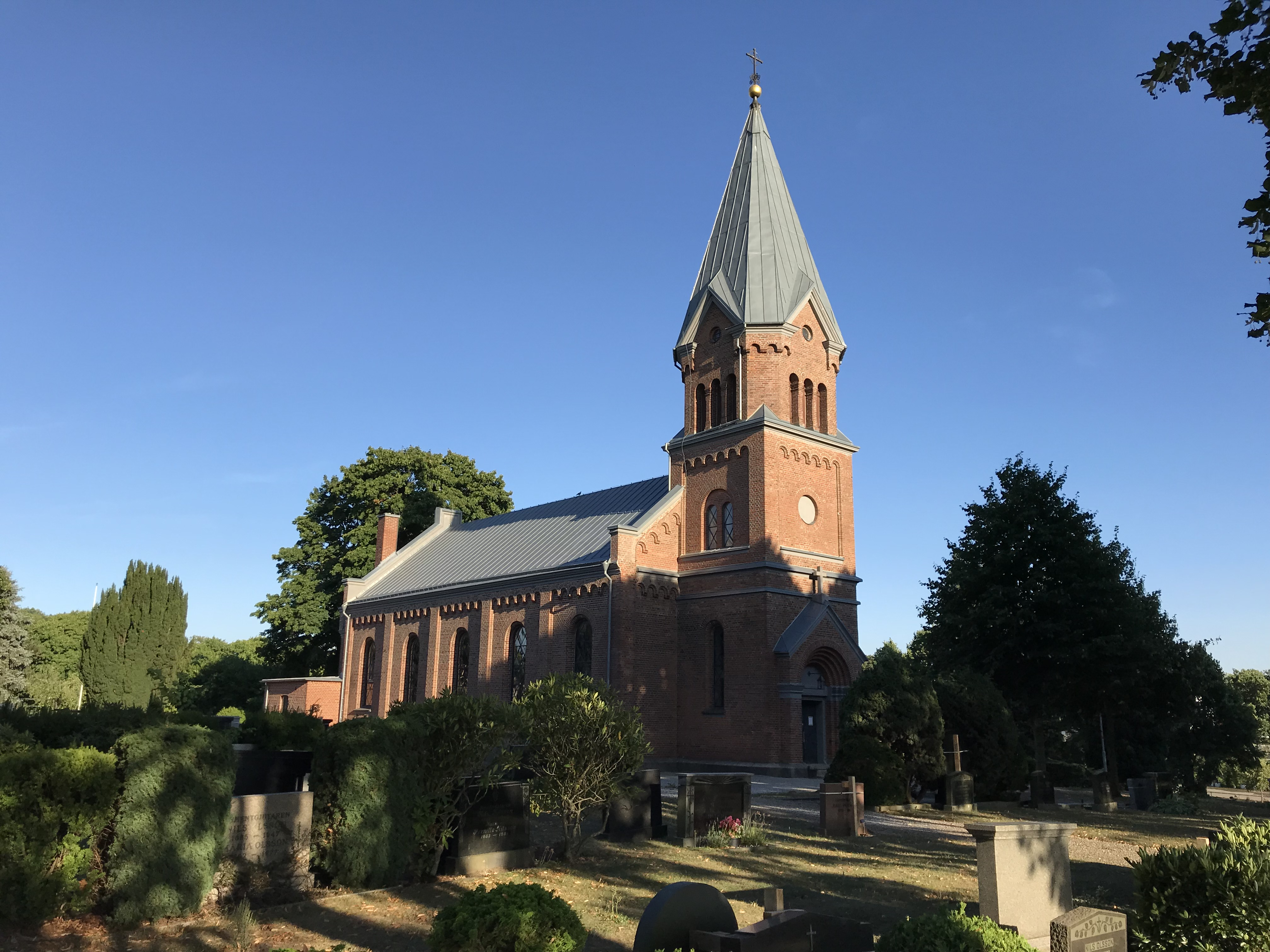
Skåne-Tranås kyrka i augusti 2018
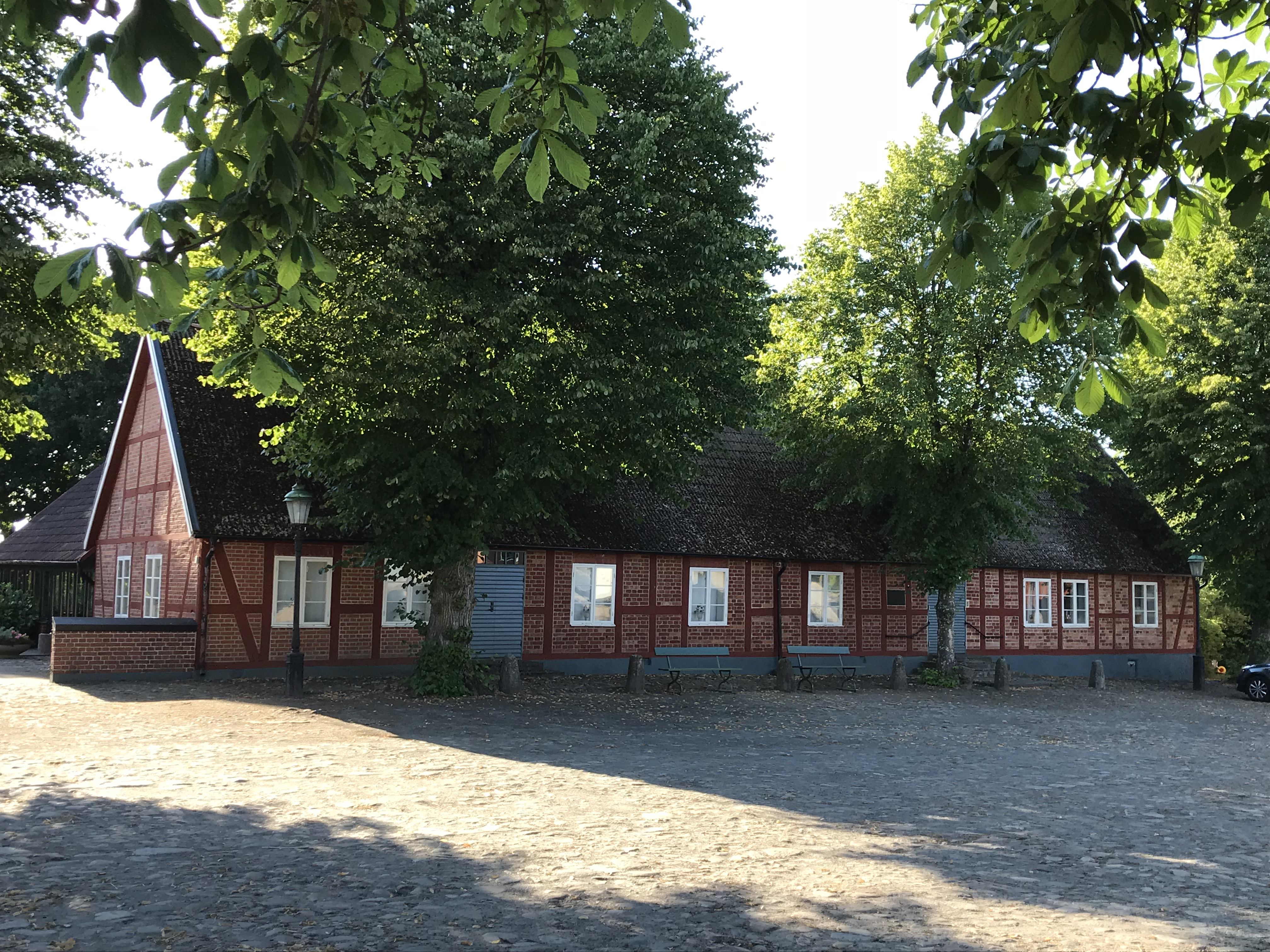
Tranesgården vid torget
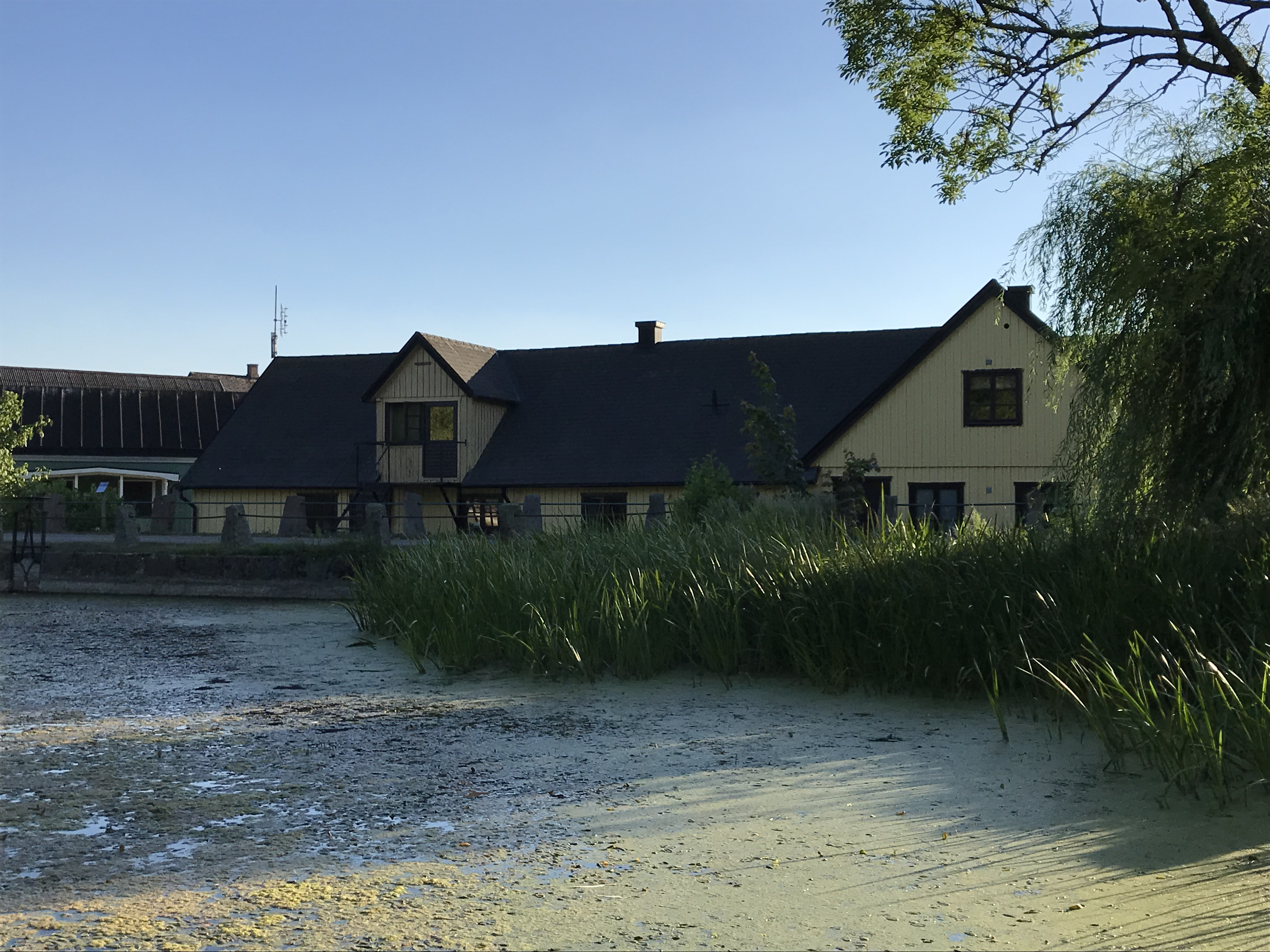
Kvarndammen
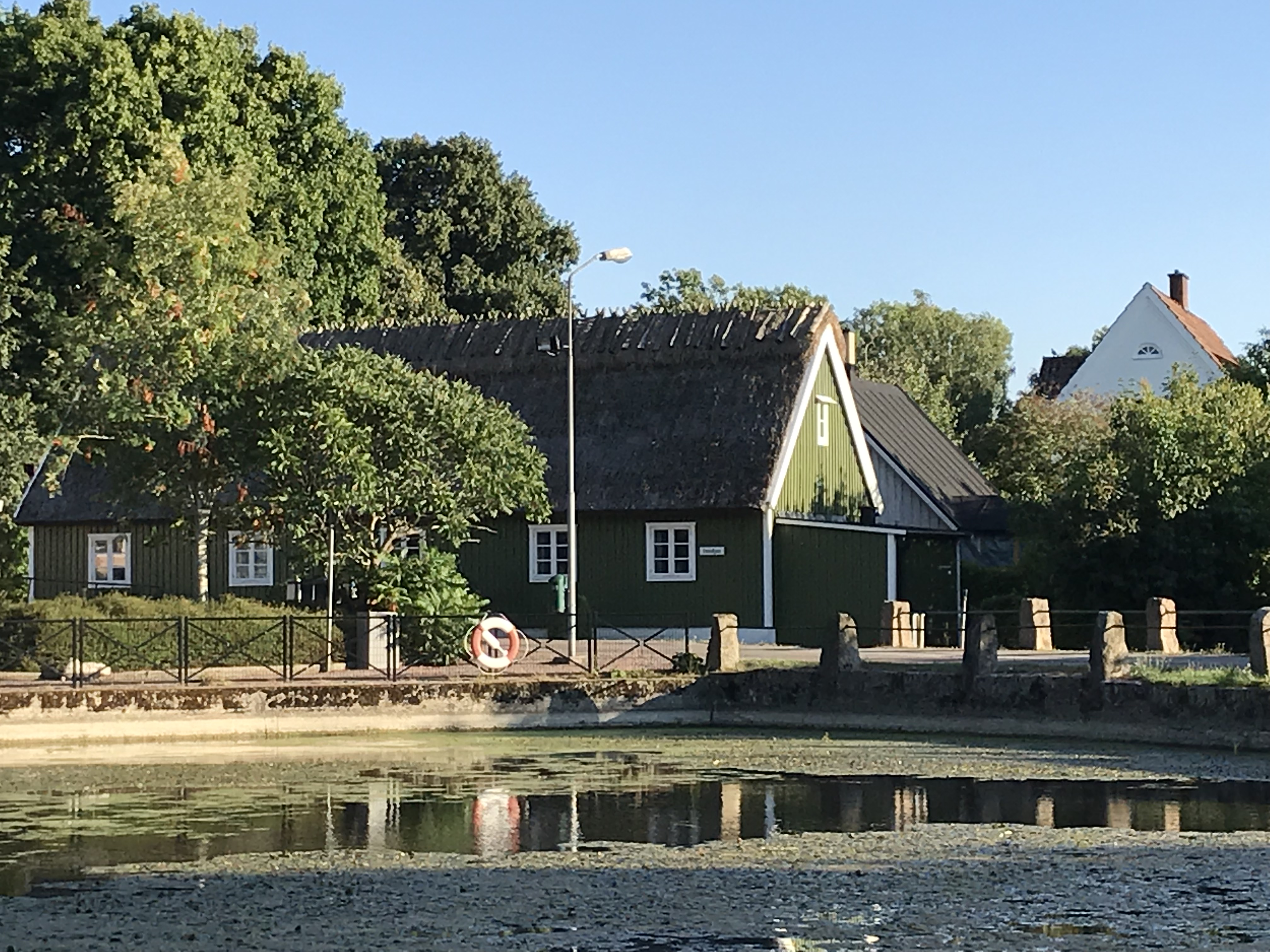
Kvarndammen, i bakgrunden "Smedjan"
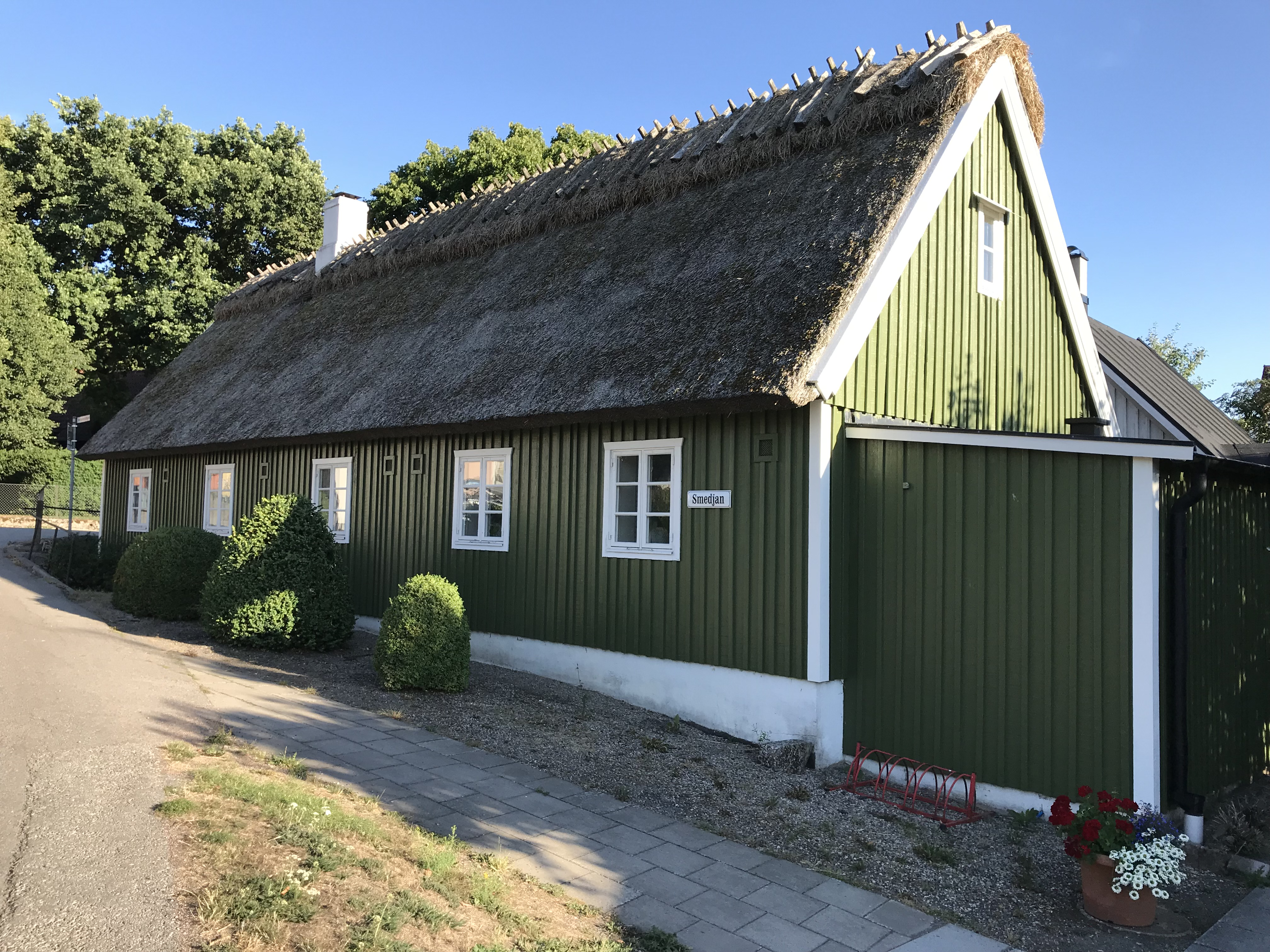
"Smedjan", en del av STF-hotell och vandrarhem på platsen där det tidigare funnits en smedja
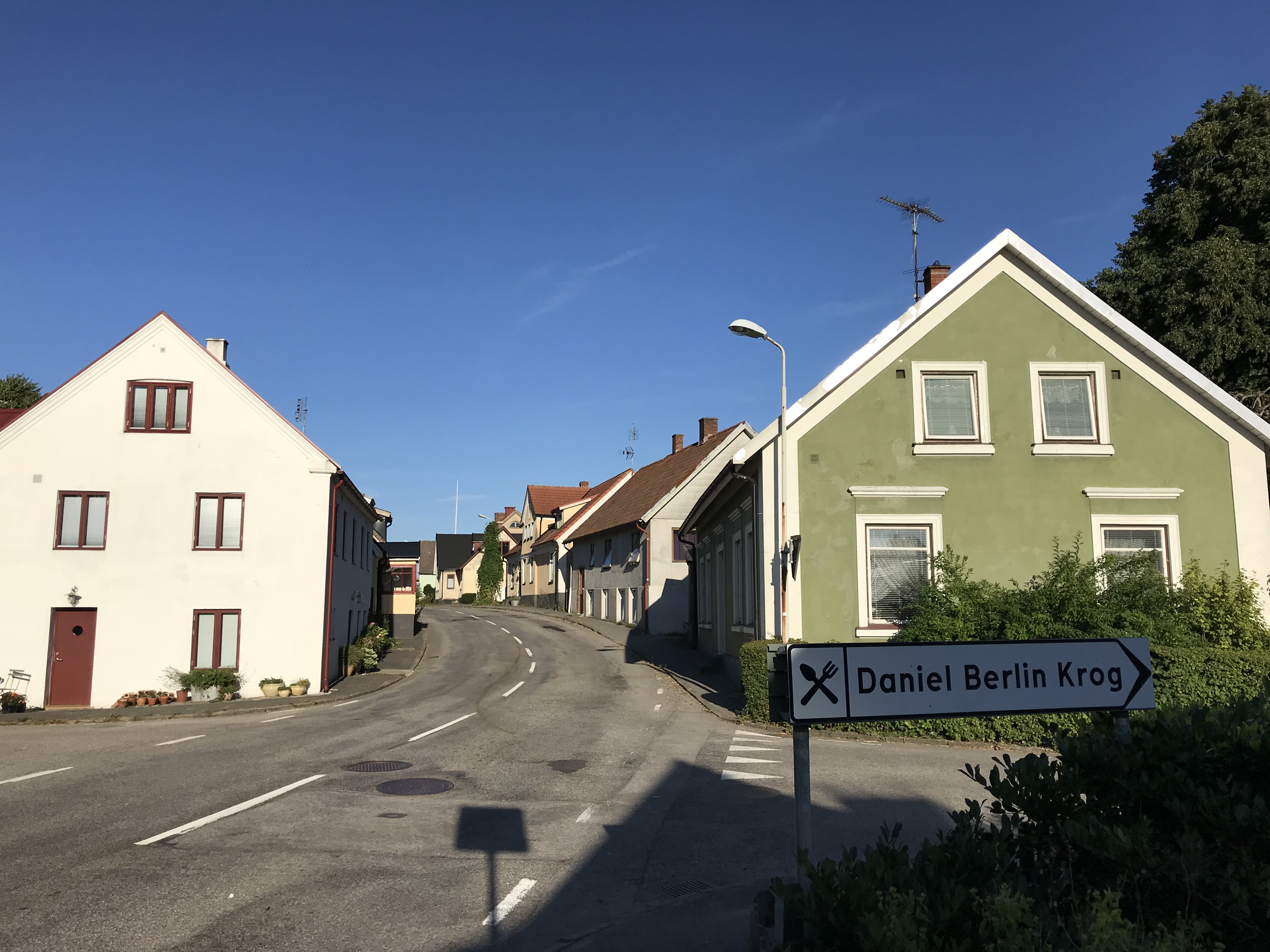
Tranesvägen, en del av länsväg 101, som löper genom centrala Skåne-Tranås
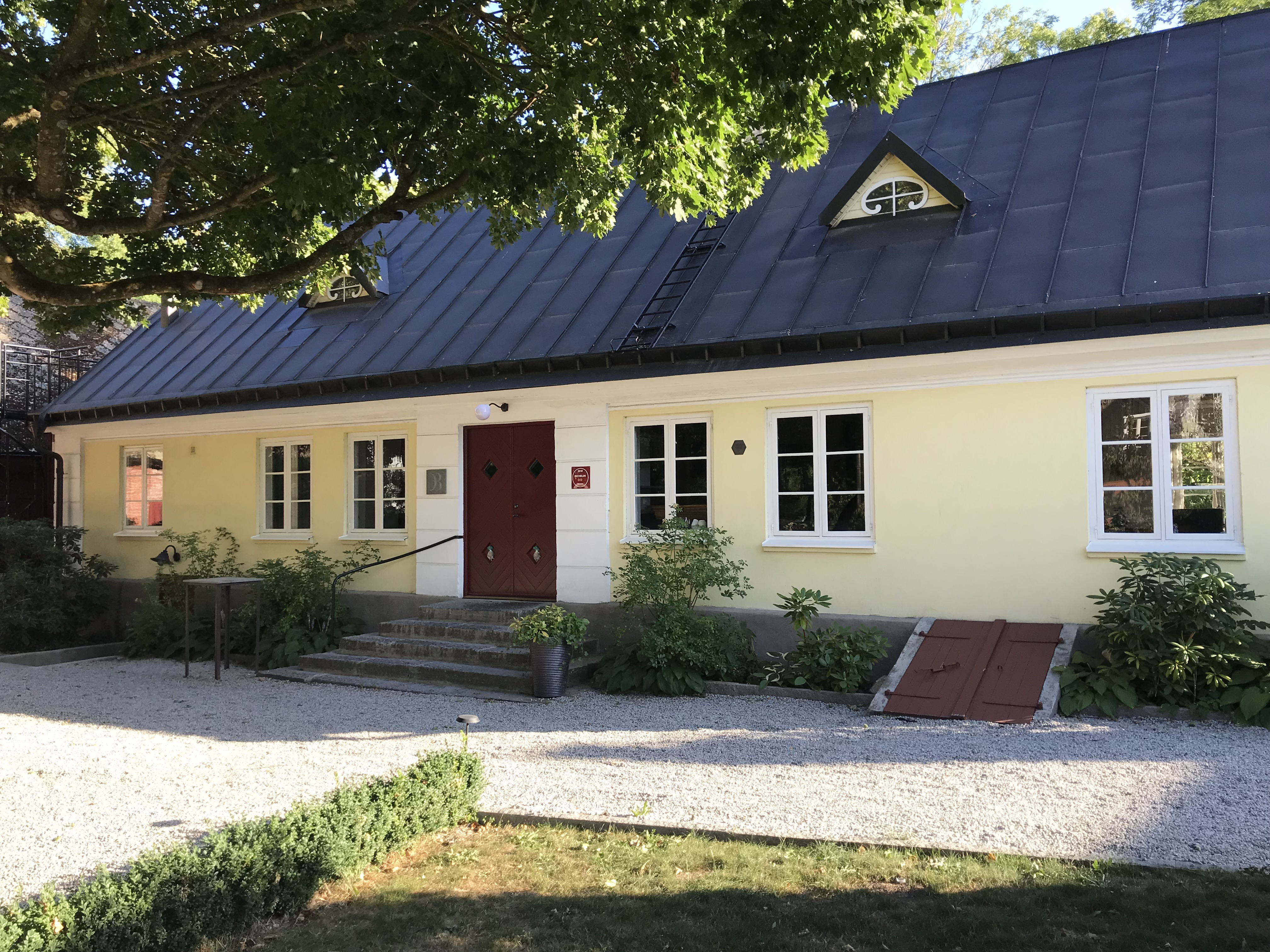
Daniel Berlin krog, 2018